# Trưng cầu ý dân Macedonia 2018
Một cuộc trưng cầu ý dân được tổ chức ở Cộng hòa Macedonia vào ngày 30 tháng 9 năm 2018 về Hiệp định Prespa giữa Macedonia và Hy Lạp được ký kết vào tháng 6 năm 2018. Hiệp định nhằm giải quyết tranh chấp đặt tên Macedonia đã ngăn Macedonia gia nhập Liên minh châu Âu và NATO. Kết quả cho thấy 94% cử tri bỏ phiếu đồng ý nhưng chỉ khoảng 37% cử tri đã đăng ký đi bỏ phiếu, không đạt ngưỡng 50% cần thiết để kết quả có hiệu lực ràng buộc.
Cả phe đối lập và chính phủ đều tuyên bố chiến thắng, phe đối lập cho rằng đề xuất bị bác bỏ vì tỷ lệ cử tri đi bỏ phiếu thấp, chính phủ phản bác rằng kết quả không mang tính ràng buộc nên yêu cầu về tỷ lệ cử tri đi bỏ phiếu là không liên quan. Việc đổi quốc hiệu cần phải sửa đổi hiến pháp nên phải được Quốc hội quyết định. Thủ tướng Macedonia Zoran Zaev cam kết thúc đẩy Quốc hội sửa đổi hiến pháp. Ngày 19 tháng 10 năm 2018, 80 trong số 120 đại biểu Quốc hội biểu quyết tán thành đề xuất đổi quốc hiệu, đạt được đa số hai phần ba cần thiết.

## Bối cảnh
Từ khi Cộng hòa Macedonia giành được độc lập khỏi Nam Tư vào năm 1991, Hy Lạp phản đối việc Cộng hòa Macedonia sử dụng tên "Macedonia" vì cho rằng có hàm ý yêu sách đòi lãnh thổ của Hy Lạp trong vùng Macedonia. Năm 1993, Cộng hòa Macedonia được kết nạp vào Liên Hợp Quốc với tên gọi tạm thời là "Cộng hòa Nam Tư cũ Macedonia", trong khi hầu hết các quốc gia công nhận quốc hiệu hiến pháp của Cộng hòa Macedonia.
Nhiều nỗ lực đàm phán để giải quyết tranh chấp thất bại trong gần ba thập kỷ. Năm 2018, Macedonia và Hy Lạp tiến hành các cuộc tiếp xúc cấp cao, với Phó Thủ tướng Macedonia Bujar Osmani đến Athens để đàm phán về tên gọi vào ngày 9 tháng 1 và Thủ tướng Macedonia Zoran Zaev gặp Thủ tướng Hy Lạp Alexis Tsipras bên lề Diễn đàn Kinh tế thế giới tại Davos, Thụy Sĩ vào ngày 24 tháng 1, là cuộc họp đầu tiên giữa người đứng đầu chính phủ hai nước sau bảy năm. Tại Davos, hai bên nhất trí giải quyết tranh chấp tên gọi và cải thiện mối quan hệ giữa hai nước: Zaev đồng ý thực hiện các biện pháp nhằm xoa dịu mối lo ngại của Hy Lạp về chủ nghĩa dân tộc Macedonia, Tsipras đồng ý chấp thuận Macedonia tham gia các tổ chức, hiệp định khu vực.
Ngày 12 tháng 6 năm 2018, Tsipras tuyên bố đã đạt được một hiệp định với Zaev "đáp ứng tất cả các điều kiện tiên quyết do phía Hy Lạp đặt ra". Hiệp định quy định Cộng hòa Macedonia sẽ đổi tên thành Cộng hòa Bắc Macedonia, tiếng Macedonia sẽ được công nhận tại Liên Hợp Quốc và người có quốc tịch Macedonia sẽ được gọi là người Macedonia/công dân Cộng hòa Bắc Macedonia. Zaev tuyên bố "hiệp định này hoàn toàn khẳng định, củng cố bản sắc dân tộc và văn hóa Macedonia, tiếng Macedonia, quốc tịch Macedonia, đảm bảo an ninh cho đất nước và mang lại tương lai an toàn cho công dân Cộng hòa Macedonia". Ngoài ra, hiệp định quy định Cộng hòa Macedonia sẽ ngừng sử dụng biểu tượng Mặt trời Vergina ở nơi công cộng và thành lập một ủy ban để xem xét sách giáo khoa và bản đồ trường học ở Hy Lạp và Macedonia nhằm loại bỏ nội dung phục quốc chủ nghĩa theo các tiêu chuẩn của Tổ chức Giáo dục, Khoa học và Văn hóa Liên Hợp Quốc và Ủy hội châu Âu. Hiệp định được ký kết tại Hồ Prespa, một hồ ở ngã ba biên giới của Albania, Hy Lạp và Bắc Macedonia nên được gọi là Hiệp định Prespa.
Hiệp định Prespa quy định chính phủ Macedonia có thể trưng cầu ý dân về hiệp định. Đầu tháng 7, Quốc hội mở đường cho cuộc trưng cầu ý dân bằng cách phê chuẩn hiệp định lần thứ hai. Đảng đối lập Tổ chức Cách mạng nội bộ Macedonia - Đảng Dân chủ Đoàn kết dân tộc Macedonia (VMRO-DPMNE) trì hoãn việc trưng cầu ý dân cho đến cuối tháng 7 bằng cách không cho phép Quốc hội bầu Ủy ban bầu cử nhà nước. Quốc hội dự toán 1,3 triệu euro cho các đảng vận động trưng cầu ý dân nhưng chỉ chi 900.000 euro cho 66 cơ quan truyền thông của phe ủng hộ hiệp định vì VMRO-DPMNE từ chối sử dụng quỹ vận động.

## Nội dung
Phiếu trưng cầu ý dân có nội dung sau:
Bạn có ủng hộ gia nhập Liên minh châu Âu và NATO bằng cách chấp nhận hiệp định giữa Cộng hòa Macedonia và Cộng hòa Hy Lạp không?

## Vận động

### Ủng hộ

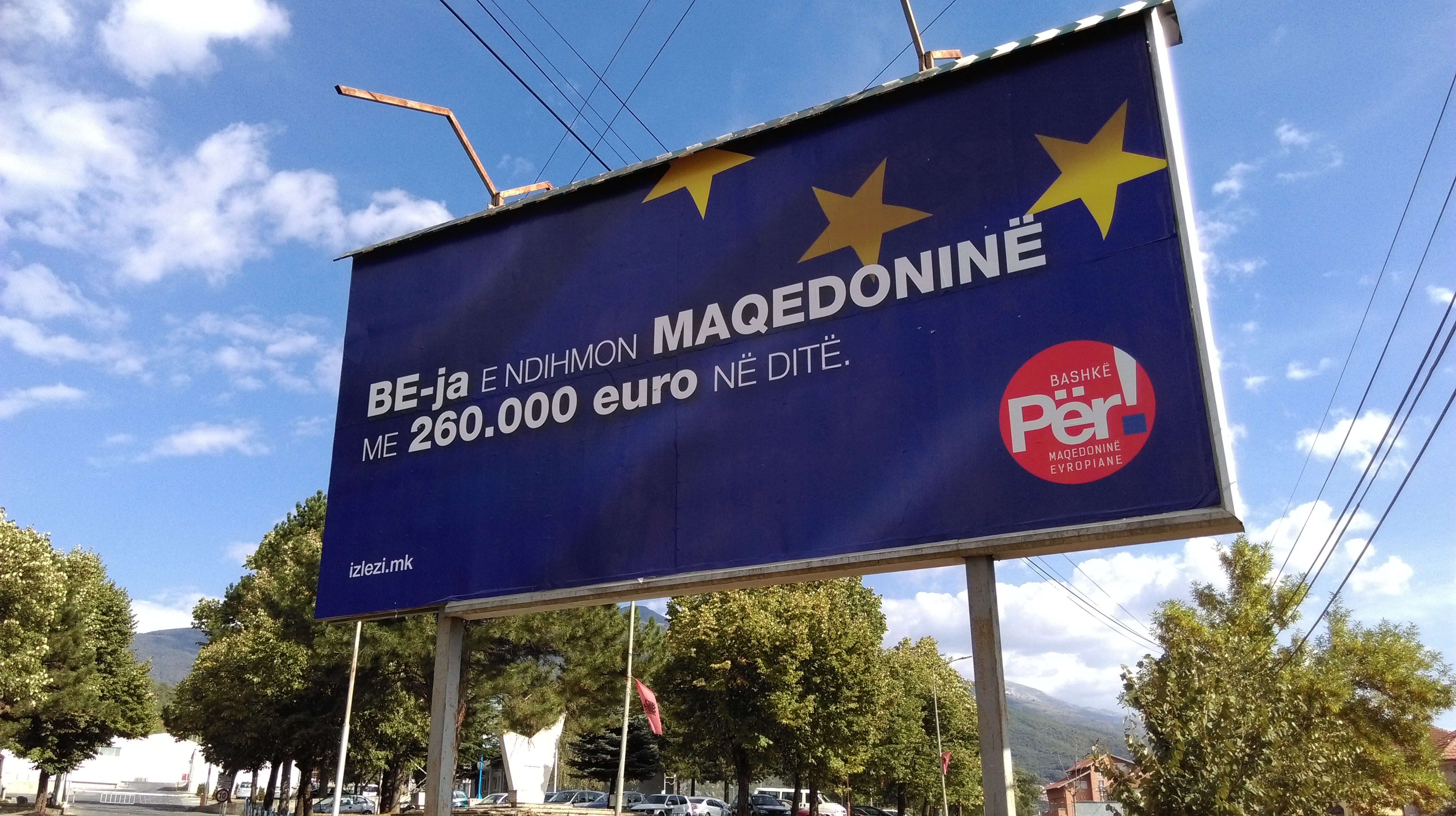
Bảng quảng cáo ủng hộ Liên minh châu Âu bằng tiếng Albania ở Debar, có nghĩa là: Liên minh châu Âu giúp Macedonia 260.000 euro mỗi ngày. Ủng hộ vì một Macedonia châu Âu.

Thủ tướng Macedonia Zoran Zaev phát động chiến dịch trực tuyến vận động bỏ phiếu ủng hộ. Nhiều lãnh đạo Liên minh châu Âu và quan chức cấp cao kêu gọi bỏ phiếu ủng hộ  vì hiệp định sẽ đưa Macedonia đến gần hơn với Liên minh châu Âu và NATO. Thủ tướng Đức Angela Merkel, Thủ tướng Áo Sebastian Kurz, Bộ trưởng Bộ Quốc phòng Hoa Kỳ Jim Mattis  và Tổng Thư ký NATO Jens Stoltenberg đến thăm Macedonia để kêu gọi người dân Macedonia bỏ phiếu ủng hộ. Tổng thống Albania Ilir Meta, Thủ tướng Albania Edi Rama và Bộ trưởng Bộ Ngoại giao Albania Ditmir Bushati kêu gọi người Albania ở Macedonia bỏ phiếu ủng hộ hiệp định. Tại Macedonia, các đảng người Albania như Liên minh Dân chủ vì Hội nhập, Đảng Dân chủ người Albania, Phong trào Besa và Liên minh người Albania kêu gọi bỏ phiếu ủng hộ hiệp định.

### Phản đối và tẩy chay

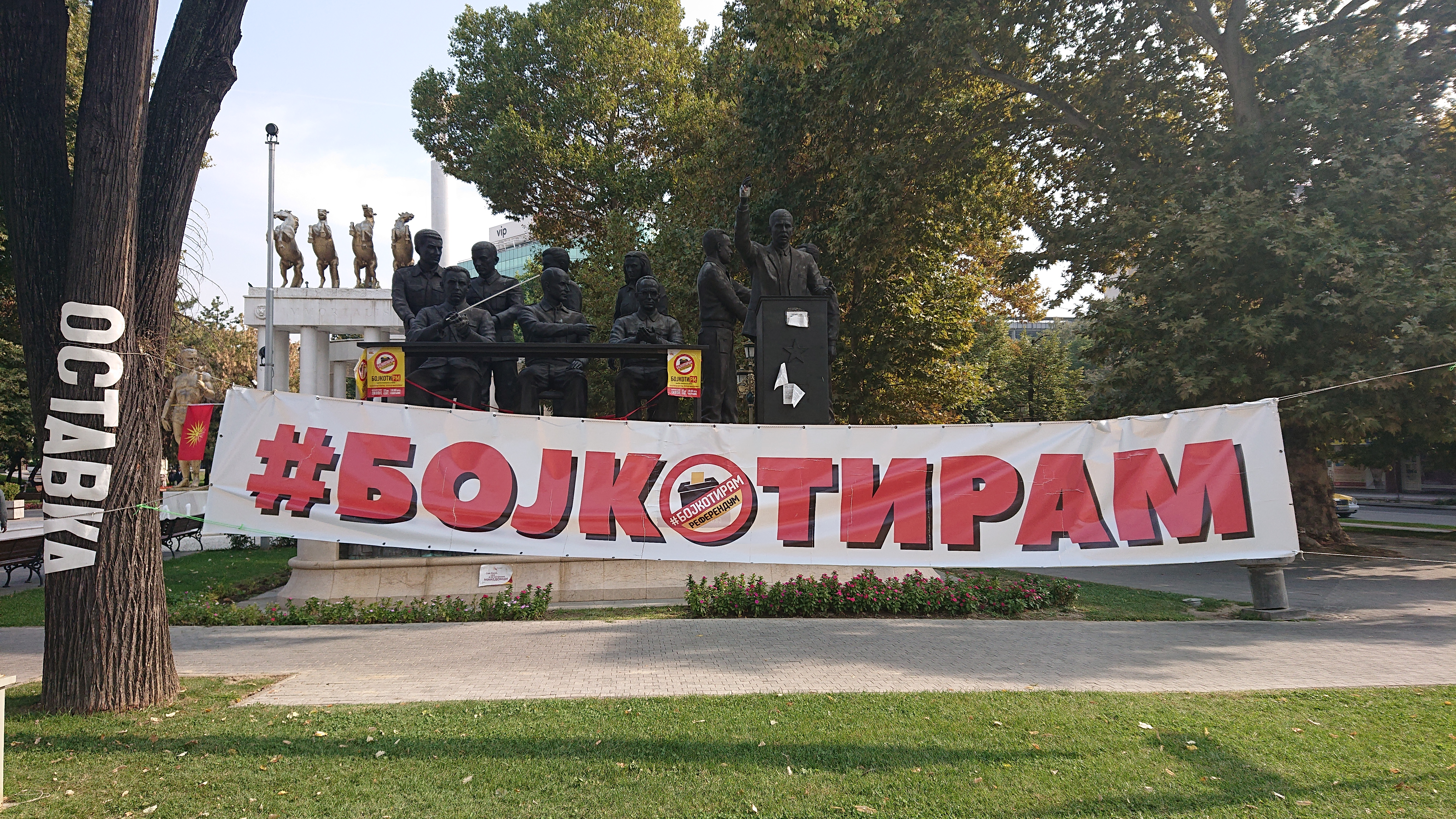
Biểu ngữ và áp phích của phong trào tẩy chay Bojkotiram đối diện trụ sở Quốc hội ở Skopje, ba ngày sau cuộc trưng cầu ý dân

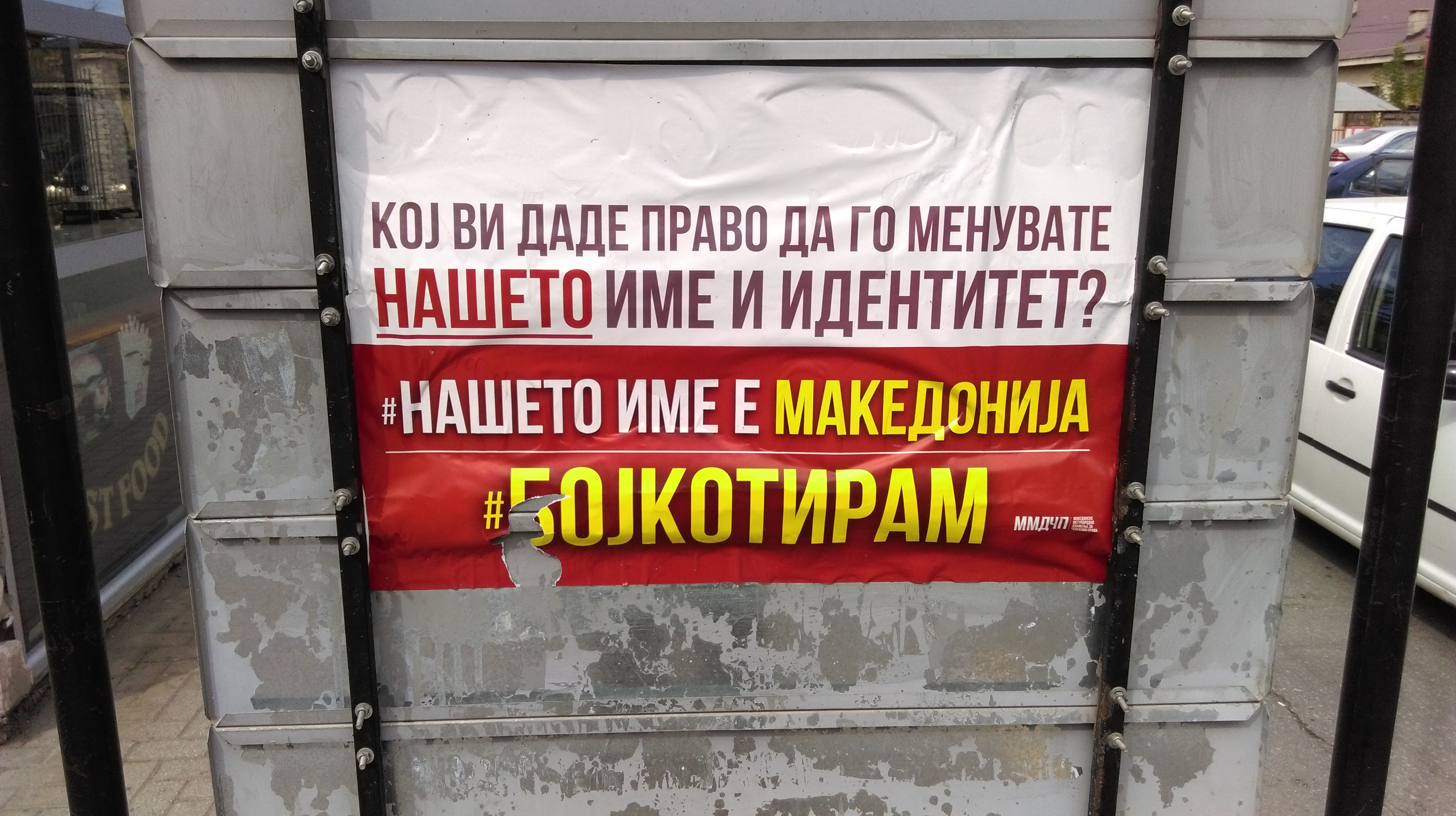
Áp phích tẩy chay cuộc trưng cầu ý dân bằng tiếng Macedonia ở Struga, có nghĩa là: Ai cho các ngươi thay đổi tên và bản sắc của chúng tôi? Tên chúng tôi là Macedonia #Tôi sẽ tẩy chay

Đảng đối lập chính VMRO-DPMNE đe dọa tẩy chay cuộc trưng cầu ý dân và tuyên bố Hiệp định Prespa là một hành động phản quốc. Tuy nhiên, vào đầu tháng 9, chủ tịch VMRO-DPMNE Hristijan Mickoski khuyến khích người dân tùy tâm bỏ phiếu và nói rằng đảng sẽ tôn trọng quyết định của cử tri. VMRO-DPMNE không tham gia vận động trưng cầu ý dân, trong khi một số đảng viên cấp cao lên tiếng ủng hộ tẩy chay hoặc ủng hộ Hiệp định Prespa. Tháng 9, một bức điện tín ngoại giao bị rò rỉ từ Đại sứ quán Hoa Kỳ tại Cộng hòa Macedonia cho thấy chính phủ VMRO-DPMNE vào năm 2008 đề xuất chấp nhận sử dụng tên gọi Cộng hòa Bắc Macedonia về đối ngoại với điều kiện là tiếng Macedonia và quốc tịch Macedonia được công nhận nhưng bị Hy Lạp bác bỏ. VMRO-DPMNE phủ nhận điều này và tuyên bố chỉ chấp nhận thay đổi danh xưng Cộng hòa Nam Tư cũ Macedonia thành Bắc Macedonia trong khi giữ nguyên quốc hiệu hiến pháp. Ngày 23 tháng 9, Tổng thống Macedonia Gjorge Ivanov của VMRO-DPMNE lên án Hiệp định Prespa và kêu gọi người dân tẩy chay cuộc trưng cầu ý dân.

### Cáo buộc Nga can thiệp
Một số quan chức và nhà phân tích, bao gồm Bộ trưởng Bộ Quốc phòng Hoa Kỳ Jim Mattis, cáo buộc Nga phá hoại cuộc trưng cầu ý dân. Nga phản đối bất kỳ quốc gia nào gia nhập NATO hoặc Liên minh châu Âu. Hàng ngàn tài khoản Twitter và Facebook giả mạo kêu gọi người dân Macedonia tẩy chay cuộc trưng cầu ý dân. Một số bài đăng trên Facebook cố gắng lợi dụng sự chia rẽ sắc tộc ở Macedonia với nội dung như "bạn có định để người Albania đổi tên không?". Phe phản đối tiến hành một cuộc tẩy chay nhằm khiến kết quả trưng cầu ý dân trở nên vô nghĩa. Hai nhà ngoại giao Nga bị trục xuất khỏi Hy Lạp do bị cáo buộc phá hoại quan hệ giữa Hy Lạp và Macedonia.

## Thăm dò ý kiến
| Thời gian khảo sát               | Đồng ý | Không đồng ý | Chưa quyết định | Không đi bỏ phiếu | Biên độ sai số | Cỡ mẫu                                  | Tổ chức | Phương pháp              |
| -------------------------------- | ------ | ------------ | --------------- | ----------------- | -------------- | --------------------------------------- | ------- | ------------------------ |
| 28 tháng 6 – 15 tháng 7 năm 2018 | 49%    | 22%          | 13%             | 16%               | ± 3,0%         | 1.100 người trả lời từ 18 tuổi trở lên  | IRI     | Phỏng vấn trực tiếp      |
| 24 tháng 7 – 1 tháng 8 năm 2018  | 41,5%  | 35,1%        | 9,2%            | 12,4%             | ± 3,1%         | 1.026 người có khả năng cao đi bỏ phiếu | MCIC    | Phỏng vấn qua điện thoại |

## Kết quả

Tỷ lệ cử tri đi bỏ phiếu theo thị trấn

Mặc dù 94,18% cử tri bỏ phiếu ủng hộ hiệp định, tỷ lệ cử tri đi bỏ phiếu chỉ đạt 36,89%, thấp hơn mức 50% để kết quả trưng cầu ý dân có hiệu lực. Tuy dân tộc thiểu số người Albania có lập trường ủng hộ Liên minh châu Âu, NATO và Thủ tướng Zaev nhưng chỉ 233.000 người Albania đi bỏ phiếu ở 15 địa phương có đa số là người Albania, thấp hơn cuộc bầu cử địa phương 2017.
| Lựa chọn                      | Lựa chọn                     | Phiếu bầu | %      |
| ----------------------------- | ---------------------------- | --------- | ------ |
| Đồng ý                        | Đồng ý                       | 609.427   | 94.18  |
| Không đồng ý                  | Không đồng ý                 | 37.687    | 5.82   |
| Tổng cộng                     | Tổng cộng                    | 647.114   | 100.00 |
|                               |                              |           |        |
| Phiếu bầu hợp lệ              | Phiếu bầu hợp lệ             | 647.114   | 97.11  |
| Phiếu bầu không hợp lệ/trống  | Phiếu bầu không hợp lệ/trống | 19.230    | 2.89   |
| Tổng cộng phiếu bầu           | Tổng cộng phiếu bầu          | 666.344   | 100.00 |
| Cử tri phiếu bầu đã đăng ký   | Cử tri phiếu bầu đã đăng ký  | 1.806.336 | 36.89  |
| Nguồn: Ủy ban bầu cử nhà nước |                              |           |        |

## Phản ứng
Các lãnh đạo thế giới phương Tây hoan nghênh kết quả trưng cầu ý dân mặc dù tỷ lệ cử tri đi bỏ phiếu thấp. Ủy viên Liên minh châu Âu phụ trách láng giềng và mở rộng Johannes Hahn gọi kết quả là "rất có ý nghĩa" và kêu gọi Macedonia "tôn trọng và thực hiện quyết định này với trách nhiệm cao nhất". Tổng Thư ký NATO Jens Stoltenberg đăng bài trên Twitter gọi kết quả là một "cơ hội lịch sử" và tái khẳng định rằng "NATO luôn rộng mở" đối với Macedonia. Bộ Ngoại giao Hoa Kỳ hoan nghênh kết quả và kêu gọi Quốc hội Macedonia "vượt lên trên chính trị đảng phái và nắm bắt cơ hội lịch sử này" trong việc thực hiện Hiệp định Prespa và giúp Macedonia trở thành "một bên tham gia đầy đủ vào các thể chế phương Tây". Bộ Ngoại giao Hy Lạp hoan nghênh kết quả nhưng chỉ ra nó "mâu thuẫn" với tỷ lệ cử tri đi bỏ phiếu thấp và Thủ tướng Hy Lạp Alexis Tsipras gọi điện chúc mừng Thủ tướng Macedonia Zoran Zaev ngay sau khi có kết quả.
Mặt khác, Nga, một quốc gia phản đối mạnh mẽ việc Macedonia gia nhập Liên minh châu Âu và NATO, ám chỉ rằng Nga có thể phủ quyết Hiệp định Prespa tại Hội đồng Bảo an Liên Hợp Quốc. Macedonia bác bỏ các mối đe dọa của Nga vì hiệp định song phương không thuộc thẩm quyền của Hội đồng Bảo an.

## Hậu quả
Ngày 19 tháng 10 năm 2018, Quốc hội biểu quyết tiến hành quy trình đổi quốc hiệu thành Cộng hòa Bắc Macedonia. Tổng cộng 80 đại biểu Quốc hội biểu quyết tán thành đề xuất đổi quốc hiệu, vừa đủ để đạt được đa số hai phần ba cần thiết để sửa đổi hiến pháp. Ngày 3 tháng 12 năm 2018, Quốc hội thông qua dự thảo sửa đổi hiến pháp, với 67 phiếu thuận, 23 phiếu chống và 4 phiếu trắng.
Ngày 11 tháng 1 năm 2019, Quốc hội Macedonia chính thức đổi quốc hiệu thành Cộng hòa Bắc Macedonia. Ngày 25 tháng 1 năm 2019, Quốc hội Hy Lạp phê chuẩn Hiệp định Prespa với 153 phiếu thuận và 146 phiếu chống. Các lãnh đạo quốc tế, bao gồm Thủ tướng Canada Justin Trudeau, Thủ tướng Bulgaria Boyko Borisov, Tổng thống Kosovo Hashim Thaçi, Chủ tịch Hội đồng châu Âu Donald Tusk, Chủ tịch Ủy ban châu Âu Jean-Claude Juncker, Bộ trưởng Bộ Ngoại giao Đức Heiko Maas, Bộ trưởng Bộ Ngoại giao Albania Ditmir Bushati và Tổng Thư ký NATO Jens Stoltenberg hoan nghênh việc phê chuẩn hiệp định.